# Hotel zła III
Hotel zła III (tytuł oryg. Fritt vilt III, tytuł międzynar. Cold Prey 3) – norweski horror filmowy w reżyserii Mikkela Brænne Sandemose'a z 2010 roku, drugi sequel Hotelu zła (2006). Premiera filmu odbyła się 15 października 2010; sam film powstał w konwencji prequela.

## Zarys fabuły
Pięcioro młodych snowboardzistów wybiera się na wycieczkę w góry. Nie wiedzą, że w miejscu ich wypoczynku czai się niebezpieczny morderca.

## Obsada
- Ida Marie Bakkerud − Hedda
- Kim S. Falck-Jørgensen − Anders
- Pål Stokka − Magne
- Julie Rusti − Siri
- Arthur Berning − Simen
- Sturla Rui − Knut
- Terje Ranes − Einar
- Nils Johnson − Jon
- Hallvard Holmen − Bjørn Brath
- Trine Wiggen − Magny Brath